# George Lamptey
George Lamptey (Accra, 27 agosto 1951) è un ex calciatore ghanese, di ruolo difensore.
Negli Stati Uniti d'America venne soprannominato "The man with the telescopic legs", ovvero l'uomo con le gambe telescopiche.

## Carriera

### Club
Ghanese di nascita, si trasferisce negli Stati Uniti d'America ove nella stagione 1975 viene ingaggiato dalla franchigia NASL dei Rochester Lancers, con cui non riuscì a superare la fase a gironi.
La stagione seguente passa ai Chicago Sting, con cui raggiunge i quarti di finale dei play-off per il titolo, persi contro i futuri campioni dei Toronto Blizzard. L'anno dopo con i suoi non superò la fase a gironi del torneo.
Nella North American Soccer League 1978 è in forza ai Colorado Caribous, con cui non supera la fase a gironi del torneo nordamericano.
Nella stagione 1979 passa ai Indy Daredevils, franchigia dell'American Soccer League, con cui non riuscì ad accedere ai playoff per il titolo.
Con i Lancers ed i N.E. Tea Men giocò inoltre nella North American Soccer League Indoor.
Dopo il ritiro dall'attività agonistica è rimasto negli Stati Uniti, divenendo allenatore per società giovanili ed ha pubblicato nel 1985 libro dedicato al calcio, "The Ten Bridges to Professional Soccer".

### Nazionale
Partecipa con la sua nazionale alla Coppa delle nazioni africane 1984, giocando da subentrato l'incontro contro il Malawi, vinto per 1-0. Ha partecipato con la sua nazionale anche alle qualificazioni al campionato mondiale di calcio 1986, giocando tre incontri.

## Statistiche

### Cronologia presenze e reti in nazionale
| Cronologia completa delle presenze e delle reti in nazionale ― Ghana | Cronologia completa delle presenze e delle reti in nazionale ― Ghana | Cronologia completa delle presenze e delle reti in nazionale ― Ghana | Cronologia completa delle presenze e delle reti in nazionale ― Ghana | Cronologia completa delle presenze e delle reti in nazionale ― Ghana | Cronologia completa delle presenze e delle reti in nazionale ― Ghana | Cronologia completa delle presenze e delle reti in nazionale ― Ghana | Cronologia completa delle presenze e delle reti in nazionale ― Ghana |
| Data                                                                 | Città                                                                | In casa                                                              | Risultato                                                            | Ospiti                                                               | Competizione                                                         | Reti                                                                 | Note                                                                 |
| -------------------------------------------------------------------- | -------------------------------------------------------------------- | -------------------------------------------------------------------- | -------------------------------------------------------------------- | -------------------------------------------------------------------- | -------------------------------------------------------------------- | -------------------------------------------------------------------- | -------------------------------------------------------------------- |
| 19-09-1983                                                           | Kuala Lampur                                                         | Thailandia                                                           | 1 – 2                                                                | Ghana                                                                | Amichevole                                                           | -                                                                    |                                                                      |
| 11-03-1984                                                           | Bouaké                                                               | Ghana                                                                | 1 – 0                                                                | Malawi                                                               | Coppa d'Africa 1984 - 1º turno                                       | -                                                                    | 74’                                                                  |
| 21-04-1985                                                           | Kumasi                                                               | Ghana                                                                | 2 – 0                                                                | Costa d'Avorio                                                       | Qual. Mondiali 1986                                                  | -                                                                    |                                                                      |
| 14-07-1985                                                           | Accra                                                                | Ghana                                                                | 0 – 0                                                                | Libia                                                                | Qual. Mondiali 1986                                                  | -                                                                    |                                                                      |
| 26-07-1985                                                           | Bengasi                                                              | Libia                                                                | 2 – 0                                                                | Ghana                                                                | Qual. Mondiali 1986                                                  | -                                                                    |                                                                      |
| Totale                                                               |                                                                      | Presenze                                                             | 5                                                                    |                                                                      | Reti                                                                 | 0                                                                    |                                                                      |